# Чурсін Олександр Вікторович
Олександр Вікторович Чурсі́н (нар. 24 серпня 1966, Харків, Українська РСР, СРСР) — юрист, адвокат, аудитор, кандидат юридичних наук.

## Освіта, кар'єра
Отримав середню освіту у м. Харкові у 1983 році.
До служби та після неї працював робочим на підприємствах міста Харкова.
1984 - 1986 роки — проходження дійсної військової служби у прикордонних військах (Пяндж, Термез).
1988 - 1993 роки — студент Української юридичної академії (з 2013 року — Національний юридичний університет імені Ярослава Мудрого).
1991 - 2005 роки — робота в галузі права та аудиту на підприємствах приватного сектору економіки.
2005 - 2010 роки — державна служба на керівних посадах в Державній комісії з регулювання ринків фінансових послуг України, МВС України, Державній міграційній службі України.
2011 - 2013 роки — адвокат, керівник Адвокатського бюро.
2013 - 2015 роки — державна служба на керівних посадах в системі органів Антимонопольного комітету України, Державній міграційній службі України.
2016 - 2017 роки — начальник Головного територіального управління юстиції у Харківській області.
2017- 2020 роки — начальник управління Міністерства юстиції України.
з 25 листопада 2020 року - адвокат

## Сім’я
Одружений. Має повнолітню дочку.